# Metiochodes greeni
Metiochodes greeni är en insektsart som först beskrevs av Lucien Chopard 1925.  Metiochodes greeni ingår i släktet Metiochodes och familjen syrsor. Inga underarter finns listade i Catalogue of Life.